# Квитневски, Ричард
Ричард Квитне́вски (англ. Richard Kwietniowski, род. 17 марта 1957) — британский кинорежиссёр, сценарист, оператор польского происхождения.

## Биография
В 1980x преподавал кинематографию в Булменширском Образовательном колледже (ныне Bulmershe Court в Рединге, Беркшир). С 1987 года в качестве режиссёра снял одиннадцать фильмов. Его картина «Любовь и смерть на Лонг-Айленде» была показана в программе «Особый взгляд» (фр. Un Certain Regard) Каннского кинофестиваля в 1997 году.

## Фильмография
- 1987 — Люцерна
- 1988 — Ballad of Reading Gaol
- 1989 — Пламя страсти
- 1991 — Любимые фантазии Пруста
- 1991 — Стоимость любви
- 1992 — Действия говорят громче слов
- 1997 — Любовь и смерть на Лонг-Айленде
- 1997 — Ночь с Дереком
- 2003 — Сожаление о несказанном
- 2003 — Одержимый
- 2010 — Никто не покидает этого города